# Васильевка (Грибановский район)
Васи́льевка — село в Грибановском районе Воронежской области.
Административный центр Васильевского сельского поселения.

## Население
| 1859 | 1897  | 2010 |
| ---- | ----- | ---- |
| 1359 | ↗2173 | ↘580 |

## Улицы
| - ул. А. Рыжова, - ул. Балакерева, - ул. В. Сидорова, - ул. Г. Акимова, | - ул. Кавказ, - ул. Крым, - ул. Ленинская, - ул. Набережная, | - ул. Октябрьская, - ул. Победы, - ул. Подгорная, - ул. Свободы, | - ул. Советская, - ул. Степная, - ул. Терновская, - ул. Центральная. |

## Известные уроженцы
- Рыжов, Александр Петрович (1920—1976) — советский военнослужащий, рядовой, Герой Советского Союза.